# Rahvarinne
Rahvarinne (estnisch für „Volksfront“) war Ende der 1980er Jahre der Name für eine demokratische Oppositionsbewegung gegen die sowjetische Herrschaft in Estland. Sie löste sich nach Wiedererlangung der estnischen Unabhängigkeit Ende 1991 auf.

## Vorgeschichte
Mit dem Amtsantritt des neuen Generalsekretärs der KPdSU, Michail Gorbatschow, im März 1985 setzten auch Reformkräfte im 1940 von der Sowjetunion besetzten und annektierten Estland Hoffnungen auf eine Lockerung des rigiden kommunistischen Systems.
Während die Spitze der Kommunistischen Partei Estlands (EKP) unter dem Ersten Sekretär des Zentralkomitees, Karl Vaino, die Reformbemühungen Gorbatschows weitgehend ablehnte, solidarisierten sich estnische Reformkreise mit der beginnenden Politik der Perestroika (Umbau). Anlass war in der Estnischen SSR die Kritik an den sowjetischen Plänen zum umweltgefährdenden Phosphorit-Abbau bei Kabala, Toolse und Rakvere. Eine unabhängige Umweltbewegung gründete sich Ende 1986. Sie wurde im Laufe des Jahres 1987 immer politischer und organisierter. Die sowjetischen Behörden gaben schließlich den Protesten aus der Bevölkerung nach und stoppten die Pläne für den Phosphorit-Abbau.

## Erste Dissidentenbewegungen
Ermutigt durch diesen Erfolg der Bürgerbewegung gründeten politische Dissidenten Mitte August 1987 die „Estnische Gruppe zur Veröffentlichung des Molotow-Ribbentrop-Pakts“ (Molotov-Ribbentropi Pakti Avalikustamise Eesti Grupp – MRP-AEG). Sie wandten sich gegen die sowjetische Leugnung des geheimen Zusatzprotokolls des deutsch-sowjetischen Nichtangriffspakts vom 23. August 1939, forderte dessen Veröffentlichung sowie die „Beseitigung seiner Folgen“. Mit dem geheimen Zusatzprotokoll waren die deutsch-sowjetischen Interessensphären in Ostmitteleuropa abgegrenzt worden: Finnland, Estland, Lettland sowie Polen östlich der Flüsse Narew, Weichsel und San fielen in das sowjetische Interessengebiet. Das Abkommen hatte die Besetzung Estlands durch die Sowjetunion im Juni 1940 vorbereitet, war aber auch nach der Entstalinisierung von der Sowjetunion geleugnet worden. Moskau bestand auf seinem Standpunkt, dass sich Estland, Lettland und Litauen im Sommer 1940 freiwillig der Sowjetunion angeschlossen hätten. Der oppositionellen MRP-AEG gelang es, am 23. August 1987 ein öffentliches politisches Treffen im Hirvepark (Hirvepargi miiting) in Tallinn abzuhalten, ohne dass die Staatsmacht direkt eingriff. Dies ermutigte die estnische Bevölkerung, die sowjetische Staatsmacht weiter herauszufordern.
Ende 1987 gründete sich unter dem Namen „Estnischer Denkmalschutzverein“ (Eesti Muinsuskaitse Selts – EMS) eine größere Vereinigung, die sich mit Kritik an der Diktatur in Estland und der Forderung nach demokratischen Rechten und nationaler Selbstbestimmung an die Öffentlichkeit wandte. Eine Demonstration im Februar 1988 in Tartu wurde gewaltsam von der Polizei aufgelöst. Anfang 1988 wurden Forderungen nach Gründung einer oppositionellen demokratischen Partei, der „Partei der nationalen Unabhängigkeit Estlands“ (Eesti Rahvusliku Sõltumatuse Partei – ERSP) immer lauter. Ihre Gründung gelang im August 1988.
Beide Gruppierungen nutzten nationale estnische Gedenktage, um ihren Forderungen Ausdruck zu verleihen: den estnisch-sowjetrussischen Friedensvertrag von Tartu (2. Februar 1920), die Ausrufung der staatlichen estnischen Unabhängigkeit (24. Februar 1918) und den stalinistischen Deportationsterror vom März 1949.
Am 1./2. April 1988 forderten estnische Intellektuelle öffentlich einen demokratischen Wandel in der Gesellschaft und den Rücktritt der reformunwilligen kommunistischen Staatsführer Karl Vaino und Bruno Saul. Die Macht der kommunistischen Partei begann zu bröckeln.

## Bildung derRahvarinne

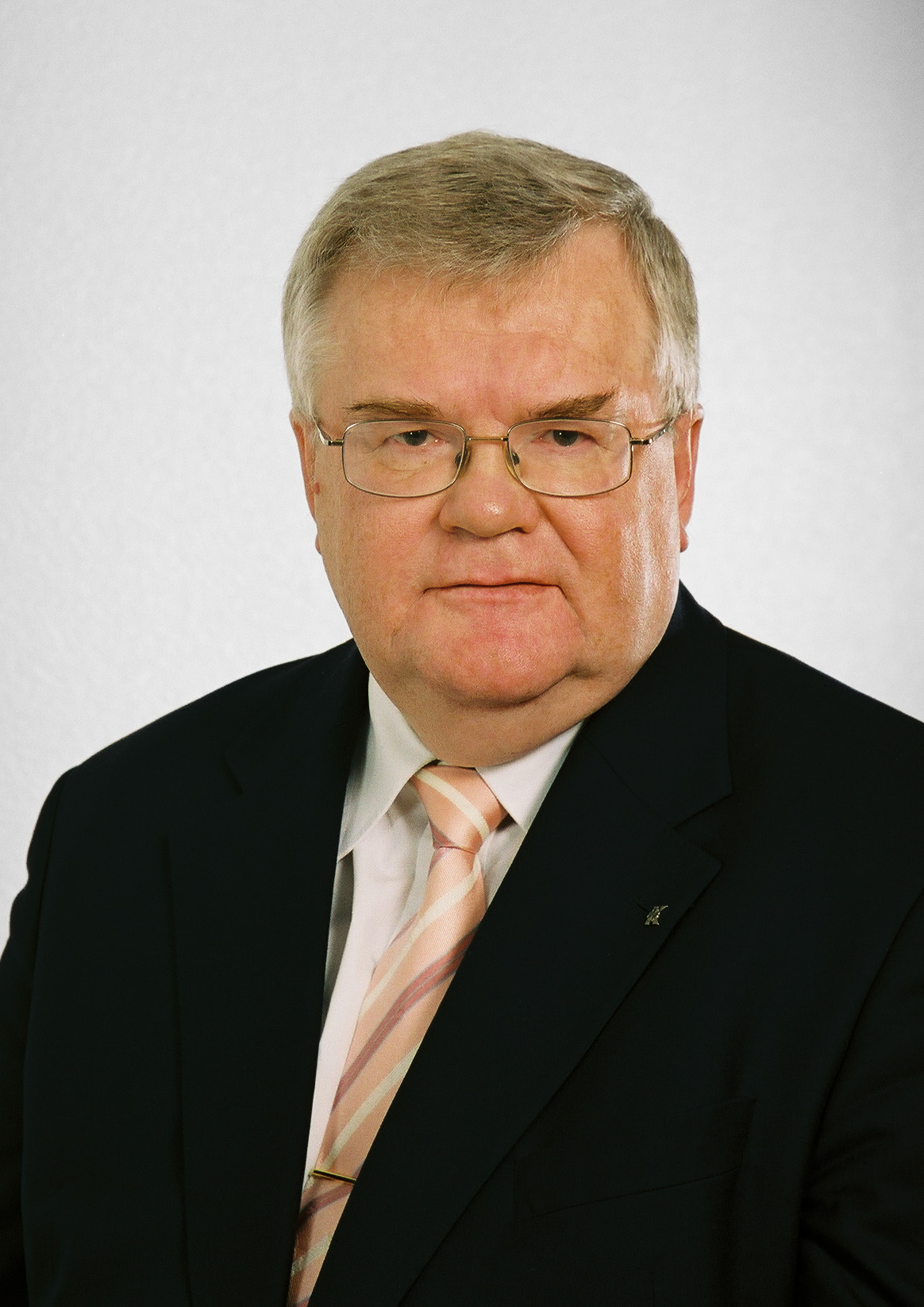
Edgar Savisaar (Aufnahme von 2005)

Mitte April forderte der Oppositionelle Edgar Savisaar in einer Live-Sendung des estnischen Fernsehens die Bildung einer legalen, demokratischen Opposition, der „Estländischen Volksfront zur Unterstützung der Perestroika“ (Eestimaa Rahvarinne Perestroika Toetuseks – ERR), kurz Rahvarinne. Sie wurde rasch von einem eher losen Netzwerk Gleichgesinnter zu einer estnischen Massenbewegung, die demokratische Reformen und eine weitgehende Loslösung Estlands von der Sowjetunion forderte. Die offizielle Gründung der Rahvarinne fand am 1./2. Oktober 1988 in der Tallinner Linnahall statt. Die Rahvarinne arbeitete eng mit gleichgelagerten Oppositionsbewegungen in Lettland (Latvijas Tautas Fronte) und Litauen (Sąjūdis) zusammen. Führungspersönlichkeiten der Rahvarinne waren vor allem Edgar Savisaar, Viktor Palm und Marju Lauristin.

## Singende Revolution
Die Rahvarinne forderte die sowjetische Staatsmacht inzwischen offen heraus. Im April 1988 zeigten Oppositionelle öffentlich in Tartu die in der Sowjetunion verbotene blau-schwarz-weiße Nationalflagge Estlands. Im Juni 1988 musste auf Druck Gorbatschows der bisherige starke Mann der EKP, Karl Vaino, wegen Reformunwilligkeit seinen Platz räumen. Nachfolger wurde am 16. Juni 1988 der reformorientierte Kommunist Vaino Väljas.
Bereits am 17. Juni 1988 organisierte die Rahvarinne an der Tallinner Sängerbühne eine Massendemonstration mit 150.000 Teilnehmern. Sie sangen estnisch-patriotische Lieder einschließlich der alten Nationalhymne Mu isamaa, mu õnn ja rõõm und zeigten die Nationalflagge Estlands. Die Singende Revolution formulierte ihre klaren nationalen und demokratischen Forderungen an die sowjetischen Machthaber. Am 11. September 1988 organisierte die Rahvarinne in Tallinn die Demonstration Eesti Laul („Das estnische Lied“), an der 300.000 Menschen, ein Drittel der estnischen Bevölkerung, teilnahmen. Forderungen nach Demokratie und Loslösung von der Sowjetunion waren jetzt unüberhörbar.

## Kommunistische Gegenbewegung
Im Sommer 1988 bündelte sich eine kommunistische Gegenbewegung zur Rahvarinne. Sie verlangte die Integrität der Sowjetunion und wandte sich gegen nationale estnische Bestrebungen. Die Interliikumine (offiziell „Internationale Bewegung der Arbeiter der Estnischen SSR“ – Eesti NSV Töötajate Internatsionaale Liikumine) und der im Herbst 1988 gegründete TKÜN („Gemeinsamer Sowjet der Arbeitskollektive“ – Töökollektiivide Ühendnõukogu) wollten am Status quo festhalten.
Die EKP spaltete sich immer mehr über das weitere Vorgehen. Sie schlug mehrheitlich ein „Föderationsvertrag“ Estlands mit der Sowjetunion vor. Am 16. November 1988 nahm der Oberste Sowjet der Estnischen SSR eine Erklärung über die Souveränität Estlands an und führte weitreichende Änderungen in der Verfassung ein. Gesetze der Estnischen SSR sollten Vorrang vor den Unionsgesetzen erhalten. Die Beziehungen zwischen Estland und der Sowjetunion sollten auf Grundlage eines internationalen Vertrags definiert werden. Diese Idee scheiterte aber am Widerstand aus Moskau. Forderungen der gemäßigten Rahvarinne nach Ausrufung einer „Dritten estnischen Republik“ (nach 1918–1940 und 1940 bis 1988) durch alle Einwohner Estlands (einschl. der Russen, die erst nach der sowjetischen Besetzung Estlands 1940 ins Land kamen) fand keine Mehrheit unter den estnischen Nationalisten, die die Anerkennung der Kontinuität der Republik Estland seit 1918 forderten.

## Demokratische Wahlen
Im Januar 1989 verabschiedete das estnische Parlament ein Sprachengesetz, das dem Estnischen offiziellen Status einräumte. Der 24. Februar wurde wieder zum Unabhängigkeitstag erklärt. Die Rahvarinne bekam mit ihren Forderungen nach staatlicher Unabhängigkeit immer mehr Zuspruch. Am 23. Februar wurde die Flagge der Estnischen SSR am Flaggenturm Langer Hermann in Tallinn eingeholt und am folgenden Tag die blau-schwarz-weiße estnische Nationalflagge wieder gehisst.
Am 23. August 1989, dem Jahrestag des Hitler-Stalin-Pakts organisierte die Rahvarinne den sog. Baltischen Weg (Balti kett), an dem sich über zwei Millionen Esten, Letten und Litauer über eine Strecke von 600 km von Tallinn bis Vilnius in einer Menschenkette verbanden.
Am 24. Februar 1990 fanden Wahlen zu einem oppositionellen Estnischen Kongress (Eesti Kongress) statt. Ihm gehörten alle politischen Oppositionskräfte des Landes und Exilesten an. Exekutivorgan des Estnischen Kongresses war ein 78-köpfiges Estnisches Komitee (Eesti Komitee) unter Vorsitz von Tunne Kelam. Gleichzeitig spaltete sich auf dem 20. Parteitag der EKP im März die Kommunistische Partei in zwei Lager: national gesinnte Reformkommunisten und moskautreue Anhänger.
Im selben Monat, am 18. März 1990, fanden die ersten halbwegs freien Wahlen zum estnischen Parlament seit den 1930er Jahren statt. Die Kandidaten der Rahvarinne errangen mit 24 % und 45 Abgeordneten eine relative Mehrheit der 105 Sitze. Der starke Mann der Rahvarinne, Edgar Savisaar, wurde vom neuen Parlament zum Ministerpräsidenten gewählt.
Am 30. März 1990 rief das Parlament eine „Phase des Übergangs“ aus, die mit Wiederherstellung der Unabhängigkeit enden sollte. Im Mai wurde die Estnische SSR offiziell in Republik Estland umbenannt und die Verwendung der Staatssymbole der Estnischen SSR verboten. Unionsgesetze besaßen keine Gültigkeit mehr. Spannungen zwischen dem neugewählten Parlament und dem Estnischen Kongress behinderten allerdings die Arbeit der Reformkräfte.

## Wiedererlangung der staatlichen Unabhängigkeit
Am 15. Mai 1990 kam es zu Demonstrationen der kommunistischen Kräfte in Tallinn. Moskau drohte Estland mit einer Wirtschaftsblockade und der Ausrufung des Notstands. Allunionsbetriebe riefen zu Streiks auf. Von parallelen sowjetischen Gewaltaktionen in Riga und Vilnius gegen zivile Ziele blieb Estland jedoch verschont.
Die Rahvarinne wurde inzwischen auch von anti-kommunistischen russischen Reformkräften unterstützt. Im März 1991 organisierte die estnische Regierung ein „antizipatorisches“ Referendum über die Wiederherstellung der Unabhängigkeit der Republik Estland. 77,8 % der abgegebenen Stimmen lauteten auf Ja, darunter ein Drittel der russischsprachigen Bevölkerung Estlands.
Als im August 1991 sowjetische Militärs in Moskau einen Staatsstreich unternahmen und Gorbatschow stürzen wollten, nahm das estnische Parlament am 20. August 1991 mit Unterstützung der Rahvarinne eine Erklärung zur Wiederherstellung der estnischen Unabhängigkeit an. Es rief gleichzeitig alle Staaten zur völkerrechtlichen Anerkennung auf. Island machte am 22. August den Anfang, gefolgt von Russland und Ungarn. Damit war die endgültige Loslösung von der Sowjetunion vollzogen. Sie wurde nach dem Scheitern des Putsches am 6. September 1991 auch von der Sowjetunion völkerrechtlich anerkennt. Am 17. September 1991 wurden Estland, Lettland und Litauen in die Vereinten Nationen aufgenommen.

## Auflösung
Die Rahvarinne löste sich mit der Erfüllung ihres Zwecks, der Erringung von Demokratie und Rechtsstaat in Estland und der Loslösung von der Sowjetunion, nach der Wende auf. Sie beendete offiziell am 13. November 1993 ihre Tätigkeit. Die Volksbewegung ging in dem sich etablierenden neuen estnischen Parteienspektrum auf. Am 12. Oktober 1991 gründete sich auf Grundlage der Rahvarinne die Rahva-Keskerakond („Volkszentrumspartei“), die später zur Estnischen Zentrumspartei (Eesti Keskerakond) unter ihrem Vorsitzenden Edgar Savisaar wurde.
Eine verfassungsgebende Versammlung, der zu gleichen Teilen Vertreter des Parlaments und des Estnischen Kongresses angehörten, arbeitete eine neue Verfassung aus.